# Нэнси Дрю. По следу торнадо
«Нэнси Дрю. По следу торнадо» (англ. Nancy Drew: Trail of the Twister) — компьютерная игра в жанре квест, двадцать вторая в серии игр о приключениях юной сыщицы Нэнси Дрю. Предыдущей частью серии является «Записки чёрной кошки», а следующей — «Тень у воды».
Первая игра серии, которая вышла не только на PC, но и на Mac.

## Игровой процесс
Игра идёт от первого лица. Можно выбирать действия и перемещаться между локациями. Изображение местонахождения Нэнси занимает большую часть экрана. Внизу расположены кнопки, с помощью которых возможно использовать телефон и инвентарь персонажа. Локации в игре можно осмотреть, поворачиваясь на 360 градусов.

## Сюжет
По просьбе команды охотников за торнадо из Оклахомы Нэнси Дрю отправляется в путь. В последнее время у них были странные и опасные для жизни проблемы с оборудованием. Но когда девушка приезжает в район торнадо, оказывается, что серия жестоких ураганов, породившая огромное количество смерчей не самое страшное. Девушке-детективу предстоит разобраться с одним из членов команды, помешанным на диверсиях.

## Отзывы
| Сводный рейтинг          | Сводный рейтинг |
| Агрегатор                | Оценка          |
| ------------------------ | --------------- |
| GameRankings             | 73,60 %         |
| MobyRank                 | 67 (Win)        |
| Иноязычные издания       |                 |
| Издание                  | Оценка          |
| Adventure Classic Gaming | 4 из 5          |
| AdventureGamers          | 3               |